# Eckehard Stier
Eckehard Stier (* 1972 in Dresden) ist ein deutscher Dirigent.

## Werdegang
Stier erhielt seine erste musikalische Ausbildung im Dresdner Kreuzchor. Er studierte Orchesterdirigieren, Klavier und Korrepetition an der Musikhochschule in Dresden. Von 1995 bis 2003 war er Kapellmeister an den Städtischen Theatern Chemnitz.
Er war für 10 Jahre Generalmusikdirektor der Stadt Görlitz und Chefdirigent der Neuen Lausitzer Philharmonie.
Von 2009 bis 2015 war er Chefdirigent und Musikdirektor des Auckland Philharmonia Orchestra in der neuseeländischen Stadt Auckland.

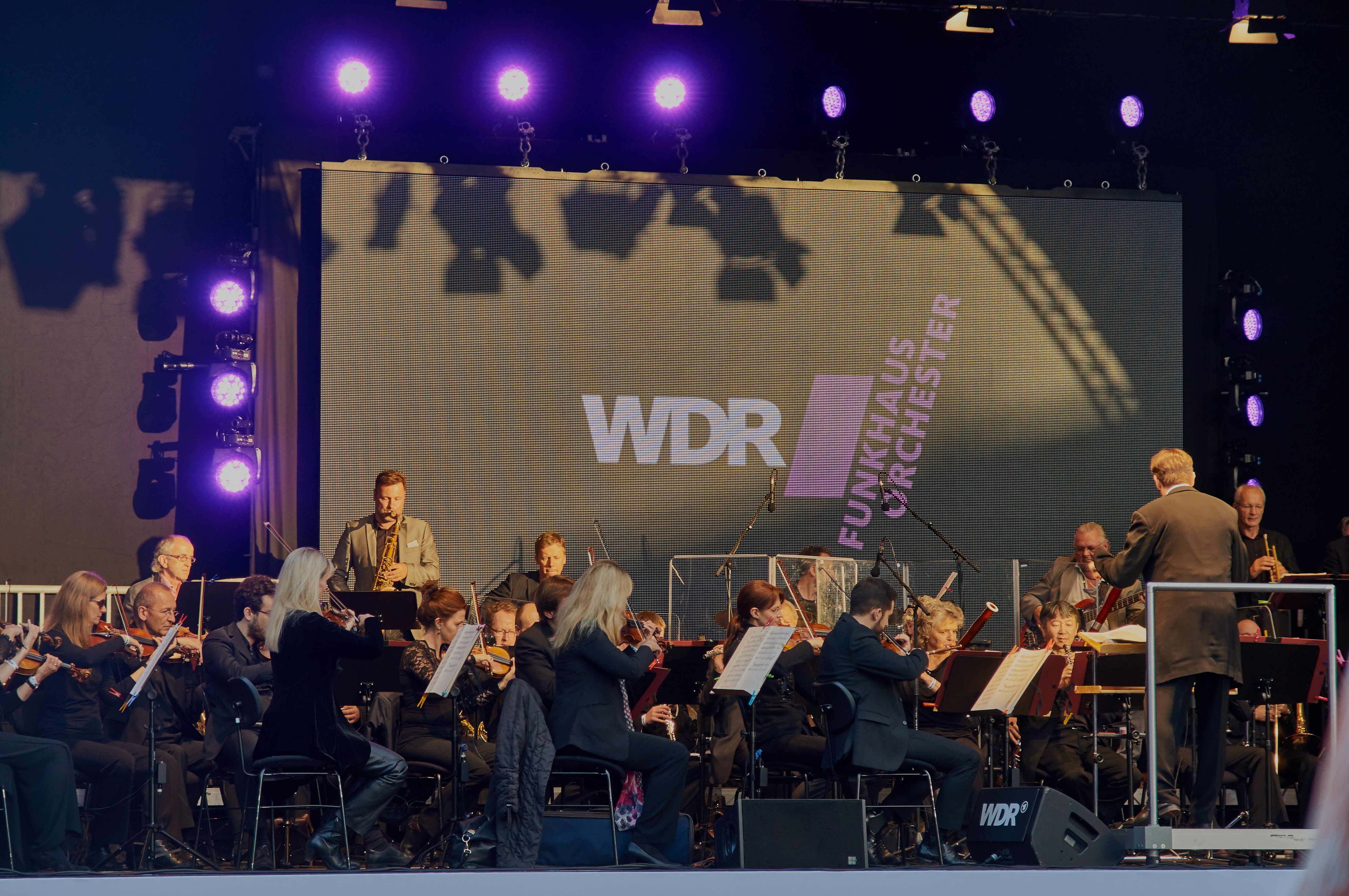
Konzert mit dem WDR Funkhausorchester, Münster 2017

Zahlreiche Konzertverpflichtungen führten ihn bisher u. a. nach Australien, Finnland, Frankreich, Italien, Japan, Neuseeland, Norwegen, Österreich, Schweiz und in die USA. Regelmäßige Gastspiele brachten Begegnungen mit internationalen Spitzenorchestern wie dem London Philharmonic Orchestra, dem London Symphony Orchestra, dem Tokyo Philharmonic Orchestra, dem Melbourne Symphony Orchestra, dem San Francisco Symphony Orchestra und der Dresdner Philharmonie. Eckehard Stier hat ein breites Repertoire von mehr als 80 Bühnenwerken an Bühnen wie der Staatsoper Hannover, der Komischen Oper Berlin oder der Opera National du Rhin dirigiert. Besonders seine Interpretationen mit Werken von Richard Strauss und Richard Wagner werden von Presse und Publikum hoch gelobt.
2016 dirigierte er Die Frau ohne Schatten von Richard Strauss am Hessischen Staatstheater Wiesbaden.
Seit 2012 dirigiert Stier regelmäßig Konzerte mit Computerspielmusik, unter anderem mit dem London Symphony Orchestra. 2013 leitete er die Uraufführung der Welttournee Final Symphony in der Stadthalle Wuppertal und im selben Jahr die britische Erstaufführung im Barbican Centre. Weitere Veranstaltungen unter seinem Dirigat folgten u. a. in Berlin, Amsterdam, Tokio, San Francisco und Melbourne. Final Symphony ist ein Programm mit sinfonischer Musik aus den Videospielen Final Fantasy VI, VII und X.